# Greenville, Illinois
Greenville är en stad (city) i Bond County, i delstaten Illinois, USA. Enligt United States Census Bureau har staden en folkmängd på 6 987 invånare (2011) och en landarea på 16 km². Greenville är huvudort i Bond County.